# Rachel Kolly
Pour les articles homonymes, voir Rachel (homonymie) et Kolly.
Rachel Kolly, née à Lausanne est une violoniste soliste suisse. Enfant prodige à l'âge de cinq ans, elle joue avec orchestre pour la première fois à l’âge de 12 ans. Elle obtient un premier master à l’âge de 15 ans. Elle joue depuis 2011 un violon « Stradivarius » de 1732.

## Biographie

### Formation
Rachel Kolly commence à étudier le violon et le piano dès l'âge de 5 ans. À 15 ans, elle obtient un diplôme d'enseignement au Conservatoire de Lausanne. Puis elle poursuit ses études dans la classe d'Igor Ozim à la Berner Musikhochschule (Haute école de musique de Berne). Par la suite, sa formation l'amène à Paris. Elle se perfectionne avec Franco Gulli, Ivry Gitlis, Thomas Brandis (en), Boris Kuschnir ainsi que Thomas Kakuska (Quatuor Alban Berg) ou Hansheinz Schneeberger. Elle étudie également l'orchestration auprès du compositeur vaudois Jean Balissat lorsqu'elle a 16 ans. Plus tard, elle étudie la composition avec le compositeur Michael Jarrell.

### Carrière
Elle fait ses débuts en soliste avec orchestre à 12 ans ; elle se produit avec des orchestres tels que l'Orchestre symphonique de la NHK Tokyo, l'Orchestre philharmonique de Rotterdam, l'Orchestre philharmonique de la BBC, l'Orchestre de chambre de Lausanne, l'Orchestre symphonique national de la RAI, l'Orchestre national des Pays de la Loire, le Berner Symphonieorchester, l'Orchestre symphonique de Milan, l'Orchestra della Svizzera italiana, la Philharmonie de Jena, l'Orchestre symphonique de Bournemouth, l'Orchestre de la Radio WDR de Cologne, l'Orchestre symphonique de la radio de Francfort, l'Orchestre de chambre de Berne, l'Orchestre national de Lituanie, l’Orchestre de chambre de Toulouse, l’Orchestre de chambre fribourgeois, l'Orchestre Symphonique Bienne Soleure, l'Orchestre Royal de Seville, ou encore l’Orchestre Haydn de Bolzano et travaille avec des chefs d’orchestre tels que Dmitri Kitaïenko, Laurent Gendre, John Axelrod, José Serebrier, Pascal Rophé, Kaspar Zehnder, Jonathan Harrisson, Jean-Jacques Kantorow, Zolt Nagy, Hervé Klopfenstein, Daniel Kawka ou Marc Kissoczy.
Elle est invitée dans plusieurs festivals internationaux comme au Festival Menuhin à Gstaad, Festival International Beethoven de Chicago, au Festival de Divonne, au Festival de Menton, au Festival International de musique de chambre à Este, au Festival « Schleswig-Holstein », au Festival de Poitiers ou encore aux Festivals « Encuentros » et « Mozarteum » de Buenos Aires (au Teatro Colon) et « Sigall » au Chili, à l'International festival of Flanders ainsi qu'aux Murten classics. Elle joue devant 50'000 personnes lors du festival "le violon sur le sable" en France.
Rachel Kolly joue un violon d'Antonio Stradivari daté de 1732 qui lui a été prêté en avril 2011 par un collectionneur français. Intéressée par le répertoire contemporain, elle a créé de nombreuses œuvres de compositeurs tels que Tristan Murail, Eric Gaudibert, Frederic Perreten, Valentin Villard, Fréderic Danel, Marco Attila, Katrin Frauchiger, Brice Catherin et Jonas Kocher[réf. souhaitée].
C'est en 2010 que sa carrière prend son véritable essor international à la faveur d'un contrat de disque qu'elle signe avec le major WARNER CLASSICS et avec le travail de trois agences internationales. Cette année-là, son CD Passion Ysaÿe consacré aux 6 sonates de son compositeur fétiche Eugène Ysaÿe sort sur la major WARNER CLASSICS. Le CD reçoit les louanges unanimes de la presse et attire l'attention de l'industrie classique. Elle devient ainsi la première suissesse à enregistrer pour Warner Music group. Son CD suivant, French Impressions, sort pour le même Label en octobre 2011, cette fois en soliste auprès des chefs Jean-Jacques Kantorow et John Axelrod. Il est consacré à la musique française pour violon et orchestre de Saint-Saëns, Chausson, Ravel et Ysaÿe. Cet enregistrement obtient le prix ICMA 2012 (International Classical Music Awards) du meilleur enregistrement de l'année dans la catégorie « concerto ».
Son CD suivant, American Serenade, présente trois compositeurs américains réunis autour du thème de l'amour : la Serenade de Leonard Bernstein, Carmen de Waxman, et Porgy & Bess de Gershwin-Courage. Ce CD est nommé pour le même prix ICMA, reçoit un Supersonic, 5 Diapason, 5 étoiles de la revue BBC Mag et la note maximale de la revue International Record Review. Il est enregistré de nouveau avec le chef John Axelrod - lui-même ancien élève de Bernstein -  et l'Orchestre National des Pays de la Loire.
Durant la saison 2013/2014, Rachel Kolly joue avec de très grandes phalanges : Orchestre philharmonique de Rotterdam, Mariinsky Orchestra, WDR Köln, HR Frankfurt pour le traditionnel concert du Nouvel-An, ou encore avec le BSO. La sortie de son CD Fin de siècle a lieu en février 2015 pour le label Aparté, et coïncide avec des débuts au Wigmore Hall de Londres.
Durant la saison 2015/2016, elle donne le concert de Nouvel An en soliste avec l'Orchestre des arènes de Vérone, et elle part en tournée en Amérique Centrale au Guatemala, Mexique, Costa Rica, Colombie et aux États-Unis.
Elle est citoyenne d'honneur de la ville d'Asunción (Paraguay) en reconnaissance de son travail auprès d'enfants atteints du SIDA, de ses trois saisons consécutives en soliste avec l'orchestre de la ville d'Asunción et pour ses masterclasses données dans le cadre du programme national "Sonidos de la Tierra".
Son CD "Lyrical Journey" présentant des œuvres de R. Strauss et G. Lekeu sort en septembre 2017 aux côtés du pianiste suisse Christian Chamorel et reçoit un Supersonic Award, 5 Diapasons, et est nommé comme meilleur enregistrement de l'année aux ICMA Awards 2018.
En septembre 2017, elle est honorée du "Prix Musique" de la Fondation Vaudoise pour la culture.

### Dates principales de sa carrière musicale
Rachel Kolly est reconnue comme l'une des meilleures solistes suisses de sa génération,,,. Les principales étapes de sa carrière musicale sont les suivantes :
- 1992 - 1er prix à la Finale Suisse des Jeunesses Musicales, à Zurich, Suisse.
- 1993 - Débuts en soliste avec orchestre dans la Romance de Johan Svendsen Op. 26.
- 1996 - Obtention du diplôme d’instrument de la Haute École de musique de Lausanne.
- 1997 - Obtention du diplôme d’enseignement de la Haute École de musique de Lausanne, Prix Paderewski pour l’excellence du diplôme.
- 2000 - 1er prix Kiefer Hablitzel Competition, Suisse.
- 2001 - 1er prix Friedl Wald Competition, Suisse.
- 2002 - Obtention du diplôme de soliste à la Hochschule der Künste Bern chez Igor Ozim.
- 2003 - Création de l’ensemble Paul Klee, ensemble de musique contemporaine au Centre Paul-Klee de Berne. Intense activité de chambriste, et créations d’œuvres en collaboration avec de nombreux compositeurs.

Prix de la Fondation Leenaards.
- 2005 - 1er prix "International Cardona Competition", Portugal, et prix de la meilleure interprétation de l’œuvre de musique contemporaine
- 2006 - Enregistrement d'un premier CD Recital - Musique Française (Fauré, Ravel, Debussy) [16]
- 2009 - Signature d'un contrat avec la maison de disques Warner Classics à Londres.
- 2010 - Sort un premier disque pour Warner Classics « Passion Ysaÿe » pour une sortie mondiale - 5 diapasons, recommandation Strad Magazine UK et Strings Mag US[17].

Débuts à New York dans un Récital consacré aux oeuvres pour violon seul d'Ysaÿe.
- 2011 - Sortie d’un second CD, en soliste avec orchestre pour Warner Classics « French Impressions » [18].

Prix Supersonic Award - meilleur CD de l’année.
Débuts Londoniens au Wigmore Hall.
Un violon de Stradivarius de 1732 est mis à sa disposition depuis avril 2011.
- 2012 - PRIX ICMA 2012 Winner, best CD of the year - meilleur CD de l’année dans la catégorie concerto pour le CD « French Impressions » [19]

Débuts à Chicago.
Débuts en Italie en soliste avec l'Orchestre Symphonique de Milan dans le "Concerto No 1" de Karol Szymanowski.
Débuts en soliste avec le BBC Philharmonic dans le "Concerto en sol mineur" de Max Bruch.
Débuts asiatiques dans une tournée avec le NHK SO de Tokyo dans "Tzigane" de Maurice Ravel, et le Poème d'Ernest Chausson.
Sortie de son troisième album pour Warner Classics «American Serenade» pour violon et orchestre - Bernstein, Gershwin, Waxman avec John Axelrod, chef d’orchestre.
Nouvelle nomination pour un ICMA Award 2013 - 5 Diapasons - Recommandation Gramophone Mag - IRR - Classic FM - Supersonic Award - Meilleur CD de l’année de la revue Pizzicato.
- 2013 - Première mission en tant qu’ambassadrice pour Handicap International au Cambodge.

Débuts espagnols en soliste avec l'Orchestre Royal de Séville et débuts avec le WDR de Cologne.
- 2014 - Débuts aux Pays-Bas avec le Rotterdam Philharmonic dans le concerto de Johannes Brahms. Débuts avec le BSO. Débuts avec HR Frankfurt Radio. Débuts en soliste en Finlande (Concerto de Corigliano).

Masterclasses au Paraguay pour enfants défavorisés et jouant des instruments recyclés (nov. 2014).
- 2015 - Débuts en Turquie en soliste (Ankara).

Sortie de son album « Fin de siècle » en musique de chambre avec le pianiste suisse Christian Chamorel et le Spektral Quartet de Chicago - Franck & Chausson.
Nouvelle nomination pour son CD « Fin de siècle » comme meilleur enregistrement de l’année 2016 en musique de chambre.
Masterclasses au Paraguay pour enfants défavorisés et jouant des instruments recyclés.
Mission humanitaire pour des enfants atteints du Sida (Amérique du Sud - Association Lapachos).
Devient citoyenne d’honneur de la ville d’Asuncion (Paraguay) pour son travail avec les enfants des rues, ses concerts, et masterclasses.
- 2016 - Retour en soliste avec l’Orchestre Royal de Seville dans le concerto "1001 nuits dans un harem" de Fazıl Say et travaille avec le compositeur.

Tournée de trois semaines en Amérique centrale: Guatemala, Mexico, Costa Rica, Panama, Colombie, Iles Caïmans, USA.
Débuts avec l’Orchestre Symphonique de Nürnberg et enregistrement studio pour la radio (Corigliano, the red violin).
- 2017 - "Prix musique 2017" de la Fondation Vaudoise pour la culture[10].

Sortie du CD « Lyrical Journey » mettant à l’honneur les compositeurs Guillaume Lekeu et Richard Strauss chez Indésens avec Christian Chamorel.
Nouvelle nomination pour un ICMA Award 2018 comme meilleur enregistrement de l’année en musique de chambre. 5 Diapasons - Supersonic Award - BBC Mag.
- 2018 - Préparation d'une série de musique de chambre "les Rendez-vous Musicaux de Lonay-Préverenges[22]"
- 2020 - Sortie du CD "Bach Partitas[23],[24]"

Le palmarès de Rachel Kolly comprend tous les prix principaux de son pays natal : jeunesses musicales suisses, Prix Paderewski en 1997, 1ers Prix du concours d'Exécution Musicale "Jeunes Talents" en 1998 et de la fondation Kiefer Hablitzel en 2000, prix de la Fondation Fridl-Wald en 2002 et de la Fondation Leenards en 2004. Elle remporte en 2005 le Vème concours international "Julio Cardona" et y reçoit également le prix de la meilleure interprétation de l'œuvre contemporaine. Dès 2010, ce sont les prix du disque qui accompagnent sa carrière : Supersonic Award en 2011, ICMA Award 2012, et, à nouveau, un Supersonic Award en 2012 et un autre en 2017 pour son CD Lyrical Journey. Elle a été nommée aux ICMA Awards pour ses 4 derniers albums.

### Vie privée
D'abord mariée à un homme d'origine italienne nommé D'Alba elle est remariée à un homme d'affaires australien. Rachel Kolly a vécu à Bottmingen, près de Bâle et à Montreux. Elle a une une fille de son premier mariage, Amarena née en 2006. En 2012, elle devient ambassadrice de Handicap International et sa première mission se déroule au Cambodge en février 2013. Depuis, elle organise des concerts au bénéfice de cette organisation. Elle consacre une partie de son temps à la musicologie[réf. souhaitée] et à l'écriture de nouvelles et de romans.

## Discographie
- 2005 - Musique contemporaine suisse et arménienne pour violon et Ensemble. (Vassena violin concerto, Gaudibert, Frauchiger...)
- 2006 - Récital français pour violon-piano (Debussy, Fauré, Ysaÿe, Boulanger, Ravel) avec Atena Carte, piano
- 2007 - "Tournée Européenne" (Concerto pour violon et chœur de Nystedt, "Ave Maria") avec le "Chœur des XVI".
- 2010 - "Passion Ysaÿe" : 6 sonates pour violon seul de Eugène Ysaÿe (Warner Classics)
- 2011 - "French impressions" : œuvres pour violon et orchestre de Ravel, Chausson, Saint-Saëns, Eugène Ysaÿe (Warner Classics)
- 2012 - "American Serenade" : œuvres pour violon et orchestre de Gershwin, Bernstein, Waxman, auprès du Maestro John Axelrod (Warner Classics)
- 2015 - "Fin de siècle" : œuvres pour violon, piano et quatuor de Franck (Sonate) et Chausson (Concert) - (Aparté)
- 2017 - "Lyrical Journey" : œuvres pour violon et piano de Richard Strauss (Sonate) et Guillaume Lekeu (Sonate) - (Indésens)
- 2020 - Partitas de Bach pour violon seul - (Indésens)
- 2024 - Brahms violin Sonatas - (Indésens)
- 2025 - Ladies First, with Pallavi Mahidhara, pianist. (Pieces by female composers)